# Juvenal Vargas
Francisco Juvenal Vargas Miranda (* 20. September 1955 in Los Lirios, Requínoa) ist ein ehemaliger chilenischer Fußballspieler. Der Flügelstürmer wurde auf Vereinsebene 1984 chilenischer Meister. 

## Karriere
Juvenal Vargas, auch Huaso genannt, begann seine Profikarriere 1973 beim CD O’Higgins und blieb zehn Jahre bei dem Klub. 1983 wechselte der Angreifer zum CD Universidad Católica, mit dem er die Meisterschaft 1984 und die beiden Pokalwettbewerbe der Copa Chile 1983 bzw. Copa República 1984 gewann. Nach einer kurzen Station bei Fernández Vial 1987 kehrte Huaso zu CD O’Higgins zurück. Beim Klub aus Rancagua ist der Angreifer mit 120 Ligatoren bester Torschütze der Klubgeschichte. Seine letzten Karrierejahre verbrachte der Offensivakteur bei Deportes Colchagua und beendete 1992 seine Karriere.

## Erfolge
Universidad Católica
- Primera División: 1984
- Copa Chile: 1983
- Copa República: 1984